# Affaire Carlos Ghosn
Le texte peut changer fréquemment, n’est peut-être pas à jour et peut manquer de recul. 
Le titre et la description de l'acte concerné reposent sur la qualification juridique retenue lors de la rédaction de l'article et peuvent évoluer en même temps que celle-ci.
L’affaire Carlos Ghosn est une affaire financière portant sur des soupçons de malversations financières impliquant supposément Carlos Ghosn, alors PDG de Renault, Nissan et de l'alliance Renault-Nissan-Mitsubishi. Des procédures sont ouvertes dans treize pays, dont le Japon, la France, les Pays-Bas, les États-Unis, la Suisse, le Brésil, le Liban, Dubaï, Oman et l’Arabie saoudite. Cette affaire suscite la controverse par les sommes en jeu pour l'opinion publique, par les médias pour la santé du secteur automobile, d'enjeux géopolitiques conséquents, de fortes interrogations ressenties par les dirigeants d'entreprises et de gouvernements, s'indignant que ces soupçons soient révélés si tard, mais également une éventuelle application de l'intelligence économique sur un mastodonte de l'industrie automobile.

## La procédure japonaise

### Chronologie
- 19 novembre 2018 : Carlos Ghosn est arrêté une première fois au Japon[1].
- 10 décembre 2018 : Carlos Ghosn est inculpé après une garde à vue de 22 jours pour avoir dissimulé aux autorités boursières japonaises des revenus de Nissan entre 2010 et 2015, non perçus mais disponibles pour son départ à la retraite, pour environ cinq milliards de yens (38 millions d’euros)[2].
- 20 décembre 2018 : une troisième enquête judiciaire est ouverte au Japon pour « abus de confiance aggravé »[3].
- 10 janvier 2019 : Carlos Ghosn est inculpé une seconde fois pour avoir dissimulé les revenus des années 2015 à 2018, pour un montant de quatre milliards de yens (31 millions d’euros)[4].
- 4 avril 2019 : Carlos Ghosn est de nouveau arrêté au Japon et placé en détention pour abus de confiance aggravé[5],[6].
- 22 avril 2019 : Carlos Ghosn est inculpé une quatrième fois pour abus de confiance aggravé[7].
- 29 décembre 2019 : Carlos Ghosn fuit le Japon pour Beyrouth, au Liban[8].

### Accusations
Carlos Ghosn fait l’objet de quatre mises en examen au Japon : deux pour des revenus différés non déclarés aux autorités boursières par Nissan (qui est aussi poursuivi sur ce volet), et deux autres pour abus de confiance aggravé.

#### Déclaration de revenus et départ à la retraite
Le 10 décembre 2018, après une première garde à vue de vingt-deux jours, Carlos Ghosn est mis en examen pour avoir minoré ses revenus dans les rapports que Nissan a remis aux autorités boursières japonaises de 2011 à 2015. Le président de Nissan aurait sous-évalué de cinq milliards de yens (37,7 millions d’euros) son salaire, pour un total de dix milliards de yens pour 2011-2015. Le 11 janvier 2019, il est mis en examen de nouveau pour des faits similaires pour la période 2015-2018 avec une sous-évaluation de 4 milliards de yens (30,1 millions d’euros) et pour abus de confiance aggravé pour des pertes personnelles de change en 2008.
Selon les autorités japonaises, Carlos Ghosn a cherché à compenser une perte de revenu survenue à partir de 2009, chez Nissan, à la suite de la mise en place de nouvelles règles de transparence des rémunérations des dirigeants d’entreprises cotées au Japon. L’équivalent de 90 millions de dollars US de rémunérations non versées, ainsi que cinquante millions au titre d’une allocation retraite, soient 140 millions de dollars seraient ainsi accumulés. Lors d’une audition devant la Cour de Tokyo le 8 janvier 2019, Carlos Ghosn affirme son innocence. Selon lui, les documents incriminés concernant sa rémunération étaient personnels. Il les considérait comme une sorte de registre à faire valoir auprès de Nissan au moment où il s’agirait de négocier les conditions financières de son départ.
Pour mener ses enquêtes et établir ses accusations, le procureur s'appuie sur les déclarations d'un « repenti » et « lanceur d'alerte », identifié selon Le Financial Times comme Hari Nada, vice-président de Nissan, ancien bras droit de Ghosn et administrateur de Nissan Zi-A Capital BV.
Un audit interne, mené par Nissan avec l’aide d’un cabinet juridique extérieur, révèle début septembre 2019 que la somme des malversations dont Carlos Ghosn et son adjoint Greg Kelly sont accusés atteint près de trois cents millions d'euros. Selon Nissan, la grande majorité des irrégularités étaient des rémunérations différées que Carlos Ghosn souhaitait se voir verser à son départ de la société, telles que 27 millions de dollars utilisés pour acheter des résidences à Beyrouth et Rio de Janeiro. Selon ce rapport, les dates d’exercice d’options attribuées aux dirigeants du groupe ont été modifiées pour maximiser leurs gains. Selon le rapport, Carlos Ghosn aurait dissimulé l’équivalent de neuf milliards de yens (soit 76,7 millions d’euros) de rémunérations différées depuis 2009. Nissan chiffre son préjudice dans ce montage à trois cents millions d’euros.
Selon le journal japonais Asahi Shinbun, il est suspecté de fausses déclarations auprès des autorités financières et boursières japonaises pour n’avoir pas déclaré trente millions d’euros de revenus entre 2010 et 2015 chez Nissan, d’avoir sous-estimé son salaire pour 25 millions d’euros pendant trois ans entre 2015 et 2016, d’avoir signé un accord secret de retraite-chapeau à hauteur de 70 millions d’euros avec Nissan depuis 2010, quand la limite imposée par Nissan et la loi japonaise était de la moitié et ne pas l’avoir déclaré aux autorités boursières. Son second et collaborateur, Greg Kelly, est poursuivi de complicité et de mêmes accusations. Le 10 décembre 2018, Carlos Ghosn et Greg Kelly sont inculpés pour dissimulation de revenus entre 2010 et 2015, et Nissan pour négligence.
Pour sa défense, Carlos Ghosn affirme que ces fonds n’étaient pas encore validés et qu’ils ne devaient donc pas être déclarés. Pour Nissan et les autorités japonaises, les documents signés valaient contrat et les fonds auraient donc dû être déclarés. Les autorités japonaises et la SEC américaine considèrent que Nissan a transmis de fausses déclarations aux autorités boursières japonaises et américaines. Nissan est également inculpé en tant que personne morale.
À la découverte de nouveaux éléments, Carlos Ghosn est de nouveau arrêté et placé en détention pour abus de confiance aggravé le 4 avril 2019.

#### Pertes boursières
Le 20 décembre 2018, une troisième enquête judiciaire est ouverte au Japon, où Carlos Ghosn est accusé d'« abus de confiance aggravé » : il aurait transféré à Nissan des pertes essuyées sur un investissement financier personnel en 2008. Il s'agirait de pertes personnelles sur des produits dérivés financiers pour quatorze millions d'euros consécutive à la crise financière de 2008.
Le 11 janvier 2019, il est ainsi mis en examen pour abus de confiance aggravé pour des pertes personnelles de change pendant la crise financière de l'automne 2008. Il aurait transféré à Nissan ces « pertes sur des investissements personnels » à l’automne 2008. Lors de la chute brutale du dollar face au yen, M. Ghosn s'est engagé sur des contrats de « swap » de devises auprès de la Shinsei Bank. Ces produits dérivés permettent de spéculer sur la fluctuation des monnaies. Or, ces contrats acquis personnellement ont subi une perte potentielle de 1,85 milliard de yens (13,9 millions d’euros). La Shinsei Bankl’a obligé à vendre ces contrats pour limiter les pertes, sauf s’il trouve un garant pouvant couvrir les pertes. Ce garant a été l'homme d’affaires saoudien Khaled al-Juffali. De 2009 à 2012, trois virements bancaires totalisant 14,7 millions de dollars (soit 12,8 millions d’euros) ont été et transférés d'un compte de Nissan vers un compte bancaire de Nissan Gulf, dont M. Khaled al-Juffali est en partie propriétaire. Selon Carlos Ghosn, l’argent transféré au milliardaire saoudien n’a pas de rapport avec ses pertes personnelles, mais était justifié par une rémunération de services.

#### Greg Kelly
Greg Kelly, collaborateur de M.Ghosn, a également été arrêté le 19 novembre 2018 et emprisonné au centre de détention de Tokyo (Prison de Kosuge). Il est accusé d’avoir contribué à minorer les déclarations de revenus de Carlos Ghosn au Japon, en infraction avec la loi japonaise sur les instruments financiers et les titres.
Il a été remis en liberté contre une caution de 70 millions de yens (560 000 euros). Greg Kelly n'est pas autorisé à quitter le Japon, ni à entrer en contact avec des personnes liées au dossier. Greg Kelly est accusé par le procureur de Tokyo et les dirigeants de Nissan d’avoir participé à la mise en œuvre du montage incriminé, et en particulier de la dissimulation de revenus différés. Greg Kelly a été mis en examen le 10 décembre 2018 pour avoir aidé Carlos Ghosn à dissimuler une partie de ses revenus aux autorités boursières, environ cinq milliards de yens (38 millions d'euros) sur cinq années, de 2010 à 2015. Il est aussi soupçonné d'avoir participé à une minoration similaire d'émoluments de C. Ghosn de 2015 à 2018. Dans un entretien au mensuel japonais Bungeishunjū, il dit avoir découvert le montage en octobre 2018 et a impliqué le directeur général de Nissan, Hiroto Saikawa. Il nie sa qualité de « bras droit » de C. Ghosn, précisant qu'il ne faisait pas partie du comité exécutif de Nissan.
Procès - M. Kelly a refusé de plaider coupable et risque jusqu’à dix ans de prison. Son procès s'est ouvert à Tokyo le 15 septembre 2020 et doit durer dix mois. Greg Kelly plaide non-coupable. Toshiaki Ohnuma et Hari Nada y ont été entendus,. Le 2 mars 2022, il a été condamné à six mois de prison avec sursis. Le groupe Nissan qui plaidait coupable a été condamné à une amende de 200 millions de yens.

#### Soupçon d'emploi fictif d'une sœur
Habitant au Brésil, présidente de la chambre du commerce à Rio de Janeiro, la sœur aînée de M. Ghosn, Claudine Bichara de Oliveira, était chargée, depuis mars 2013, de conseiller Nissan sur les « donations » que le groupe effectue et « apporter des conseils à l'attention d'un comité consultatif des dons ». Dans une lettre en date de mars 2003, ne mentionnant pas leur lien de parenté, le PDG de l’Alliance Renault-Nissan l’informe de son nouveau titre de « conseillère » au sein d’un « global donation advisory council ». Or cette structure n'aurait jamais existé selon Nissan, créant ainsi un soupçon d'emploi fictif. Pour effectuer ce travail, elle était payée environ 50 000 dollars par an. Elle a reçu à plusieurs reprises des primes pouvant aller jusqu'à 60 000 dollars. Sa rémunération a ainsi pu s'élever certaines années à 110 000 dollars. De 2003 à 2016, Claudine Bichara de Oliveira aurait ainsi touché au total de 755 000 dollars (660 000 euros) à 1,7 million de dollars entre mars 2003 et novembre 2016.
Le 14 décembre 2018, Nissan a ainsi porté plainte contre Claudine Oliveira devant un tribunal au Brésil pour enrichissement abusif et au travers de rétro-commissions occultes en Inde et au Brésil.

#### Résidences au Brésil et au Liban
À partir de 2013, un audit comptable et financier a exprimé des doutes sur l'achat de résidences de luxe au Liban et au Brésil mises à la disposition de Ghosn, et effectué à travers une filiale de Nissan Zi-A Capital BV, basée à Amsterdam dont les membres du conseil d'administration étaient Ghosn et Greg Kelly, et dont le capital de 53 millions de dollars était fait pour effectuer des investissements dans des entreprises de capital-risque. Cette filiale a acheté des propriétés de luxe à Rio de Janeiro et à Beyrouth par l’intermédiaire d’une sous-filiale établie dans les îles Vierges britanniques, un paradis fiscal, puis les a mises à la disposition exclusive du dirigeant de Nissan.
Carlos Ghosn est soupçonné d'abus de biens sociaux (utilisation de biens de l’entreprise à des fins personnelles, notamment afin de rénover des villas lui appartenant aux Pays-Bas, en France, au Liban et au Brésil).
Nissan fait saisir l'appartement mis à la disposition du dirigeant à Rio de Janeiro ainsi que les biens et collections d'œuvres d'art s'y trouvant alors que la famille de Ghosn cherche à en faire retirer « photographies personnelles, bijoux, montres et livres », ouvrant un second front judiciaire.

#### Autres dépenses indues
La plainte de Nissan mentionne également des donations à des universités libanaises et une demande de paiement d’un abonnement de yacht-club au Brésil d’une valeur de quelque 63 000 dollars (environ 55 000 euros) en 2014.

#### Défense
Pour sa défense, Ghosn engage Motonari Otsuru, ex-procureur de Tokyo devenu avocat, et pour défendre ses biens personnels, il engage le cabinet new-yorkais Paul, Weiss, Rifkind, Wharton & Garrison LLP. Le 13 février 2019, Motonari Otsuruest remplacé par Jun'ichirō Hironaka (ja), surnommé « l'Innocenteur », ou « le Rasoir », pour sa capacité à tailler l'accusation en pièces. Ce dernier adopte une stratégie radicalement différente de son prédécesseur et formule une troisième demande de libération sous caution, se disant confiant.

#### Carole Ghosn
La justice japonaise a interrogé l'épouse de Carlos Ghosn, Carole Ghosn, présumant qu'une partie des sommes détournées par Ghosn aurait transité par son entremise. Elle a été entendue par la justice japonaise le 11 avril 2019. Les autorités japonaises lui ont confisqué un de ses passeports et son téléphone,,. Carole Ghosn a cependant gardé son passeport américain, car elle a également la citoyenneté américaine, ce qui lui a permis de quitter le territoire japonais.
Carole Ghosn serait associé de la société “Beauty Yacht PTY”, enregistrée aux Îles Vierges britanniques. Cette société a acquis le yacht de 37 mètres appelé « Shachou » pour douze millions de dollars. Son nom « Shachou » signifie « patron » en japonais). Shachou est un yacht Navetta 37 construit par le chantier Custom Yachts à Ancône (Italie), pouvant accueillir dix passagers et nécessitant un équipage de sept marins. C’est à propos de Beauty Yacht PTY que Carole Ghosn a été entendue à Tokyo le 11 avril 2019. Beauty Yacht PTY aurait bénéficié de transferts de fonds suspects via le concessionnaire Nissan au sultanat d'Oman.
Carole Ghosn est également suspecté de subornation et de faux-témoignage par le procureur de Tokyo. le parquet de Tokyo a émis un mandat d’arrêt à l’encontre de Carole Ghosn en janvier 2020.

### Soupçons d'éventuelle initiative d'Intelligence Économique
Lors de l'arrestation de Carlos Ghosn, les médias du monde relaient les différentes accusations contre le PDG déchu. Certains anciens dirigeants s'interrogent également sur l'idée d'une initiative d'intelligence économique (renseignement économique), visant Carlos Ghosn pour protéger Nissan. Plusieurs médias, dont Bertille Bayart du Figaro, spécialiste ayant écrit un livre sur cette affaire, de journalistes d'investigation de Bloomberg, et d'autres anciens consultants en intelligence économique évaluent la possibilité d'une initiative de ce genre comme très probable et évidente. En complément du volet de malversations supposées dont l'ex-dirigeant est soupçonné d'avoir pris part, plusieurs éléments, au fil des mois, conduiront à une évidente destitution du PDG aux trois passeports, sur les éléments suivants :
- tout d'abord, Nissan fait ressentir une peur bleue d'une fusion fortement souhaitée par son partenaire français Renault, et son actionnariat public : le ministère des finances français. Certains dirigeants lancent une enquête clandestine, en admettant à demi mot la présence de nationalistes[49] au sein du constructeur,
- ensuite, une enquête opaque, clandestine, menée par des opposants à une fusion, dans l'objectif établi par preuves (courriers électroniques et mémos) de faire démissionner Carlos Ghosn ou d'empêcher le PDG d'une manière ou d'une autre[50]. Un piratage discret de sa boite de courrier électronique sera effectué via l'entreprise Wavestone[51],
- enfin, le harcèlement du PDG destitué par espionnage quotidien, mais également de certains membres de Nissan jugés comme étant fidèle au dirigeant déchu, mais également au secrétaire général de Nissan Ravinder Passi, et leurs familles. Des méthodes ressemblant aux services secret, selon ce dernier, sont employées par des équipes au service de Nissan, pour ramener des preuves contre le PDG déchu.

Ces points précédents sont expliqués plus en détail dans le livre d'enquête de Bertille Bayart, sur plusieurs articles du Figaro , de l'agence Bloomberg, et d'autres consultants en intelligence économique, ayant longuement étudié l'affaire. En complément, l'ancien Secrétaire Général de Nissan Ravinder Passi, britannique ayant passé seize ans chez le constructeur automobile, détaille à l'agence Bloomberg les réactions disproportionnées, qualifiables selon lui de « méthodes de contre-espionnage », lorsqu'il a tenté de faire part d'interrogations sur l'enquête interne, auprès du Conseil d'Administration.

### Procédure japonaise
Carlos Ghosn plaide non-coupable à tous les chefs d'accusation japonais qui pèsent sur lui. Ses avocats dénoncent de supposées irrégularités contenues dans la procédure (dissimulation de preuves, collusion, saisies illégales). Selon eux, « une task-force s'est constituée contre l'ancien PDG de Renault-Nissan dans le but de lui imputer des fautes et de l'évincer ».
Après plusieurs rejets, le tribunal de Tokyo autorise la libération sous caution de Ghosn le 5 mars 2019. Il n'est pas autorisé à quitter le Japon et tous ses déplacements en dehors du logement qu'il a indiqué aux autorités japonaises devront être soumis à une autorisation du juge. Ghosn n'a pas non plus le droit de communiquer avec des parties prenantes à l'affaire.
Début avril 2019, le parquet de Tokyo envisage de nouvelles poursuites contre Ghosn,.

### Les relations avec Nissan
L'arrestation intervient dans un contexte de tension croissante entre Nissan et Renault. Ces tensions auraient commencé en 2015 avec l'augmentation des parts de l'État français dans le capital de Renault. En 2018, Ghosn était favorable à une renégociation de l'Alliance avec une fusion Nissan-Renault. Le directeur général de Nissan M. Saikawa avait publiquement annoncé en mai 2018, que la fusion n’était pas d’actualité,.
En novembre 2019, le directeur général de Nissan, Hiroto Saikawa a demandé au conseil d'administration de Nissan de déchoir M. Ghosn de ses fonctions d'administrateur et de président. Le 30 janvier 2020, lors d'un entretien accordé au quotidien économique Nikkei, M. Ghosn a soutenu que les dirigeants de Nissan orchestrent un complot contre lui, une mise en accusation rejetée par Nissan le même jour,,.
Hiroto Saikawa a également profité de ce système pour un gain brut estimé à 96,5 millions de yens (815 000 euros). Il a également été mis en cause par M. Greg Kelly. Carlos Ghosn, Hiroto Saikawa, directeur général, et Greg Kelly étaient les trois administrateurs de Nissan à être également mandataire social.
La société Nissan est également mise en examen mais pourrait bénéficier de sanctions réduites car c'est elle qui a alerté le parquet. Elle bénéficie ainsi de la nouvelle procédure japonaise de « plaider-coupable », mise en place à l’été 2018.
Le 12 février 2020, Nissan a porté plainte devant le tribunal civil de Yokohama pour réclamer dix milliards de yens (90 millions de dollars ou 83,4 millions d'euros) de dommages et intérêts à Carlos Ghosn. Nissan a évalué cette réclamation en ajoutant des « paiements frauduleux », des frais liés à l'achat et à l'utilisation de propriétés à l'étranger, « l'utilisation privée d'avions de la compagnie », les paiements de son avocat au Liban ou encore des « paiements à sa sœur ».
En 2019, Nissan a accepté de payer une amende de 2,4 milliards de yens (près de 20 millions d’euros) à l’Agence des services financiers (FSA) japonaise pour la non-déclaration des paiements différés de Carlos Ghosn, comme la loi japonaise l'exigeait.
Dans un accord avec la SEC américaine sur le même dossier, Nissan a payé quinze millions de dollars US (12,5 millions d’euros), Carlos Ghosn un million de dollars et Greg Kelly 100 000 dollars.

### Les relations avec Mitsubishi
Le 21 juin 2019, l'assemblée générale de Mitsubishi Motors vote pour acter la destitution de Carlos Ghosn du conseil d'administration de l'entreprise,. Après cette décision, Carlos Ghosn n'a officiellement plus aucune fonction.

## L'évasion du Japon
Le 25 avril 2019, Carlos Ghosn est libéré par la justice japonaise en l'échange d'une caution. Il est assigné à résidence, avec interdiction de quitter le Japon et il doit demander l'autorisation à la justice afin d'entrer en contact avec son épouse,. Sous le coup de quatre inculpations au Japon pour malversations financières, Carlos Ghosn est assigné à résidence à Tokyo dans l’attente de son procès. Il peut sortir librement et faire des voyages de moins de 72 heures au Japon sans demander une autorisation du tribunal. Des agents d’une société privée auraient été mandatés par Nissan pour le suivre en permanence. L'entrée et la sortie de sa villa sont surveillées par caméra par la police pour éviter son départ à l'étranger.

### Le déroulement
Carlos Ghosn s'enfuit clandestinement du Japon le 29 décembre 2019 à bord d'un avion privé en provenance de Turquie, et atterrit à Beyrouth, au Liban, où il retrouve son épouse. Carlos Ghosn perd ainsi la caution de 1,5 milliard de yens (plus de 12 millions d’euros) payée en deux fois.
Certains médias annoncent que Carlos Ghosn a organisé un concert de Noël chez lui, avec des personnes se faisant passer pour des musiciens lui ayant permis de se cacher dans une malle parmi celles destinées aux instruments musicaux et au matériel de sonorisation avant d'être emmené dans une camionnette,. Cependant, d'autres sources indiquent que les caméras de surveillance de sa résidence l'ont montré quitter son domicile seul. Retrouvé par les enquêteurs turcs, ce caisson était percé de petits trous pour lui permettre de respirer. Le contrôle aux rayons X des bagages n’est pas obligatoire au Japon pour les jets privés car ils sont moins exposés aux risques de bombe ou de prise d’otages, contrairement aux avions de ligne.
Le 29 décembre 2019, Carlos Ghosn aurait pris un train Shinkansen de Tokyo à Osaka, accompagné de plusieurs personnes. En fin de soirée, Carlos Ghosn aurait rejoint en taxi un hôtel près de l’aéroport international du Kansai, au sud d'Osaka.
C'est un jet privé Bombardier Global Express, immatriculé TC-TSR, qui transporte Carlos Ghosn d’Osaka à Istanbul. Il appartient à la société malgache Trans Ocean Airways (TOA), filiale du groupe Sodiat, dont le président est Maminiaina Ravatomanga, dit « Mamy », cité dans les Panama Papers et intime du président malgache Andry Rajoelina. En France, Maminiaina Ravatomanga fait l'objet d’une enquête préliminaire du Parquet national financier (PNF), pour « blanchiment de fraude fiscale ». L'avion est affrété par la société turque MNG Jet. Le vol est payé par un premier virement de 175 000 dollars du 26 décembre 2019 de la société Al-Nitaq Al-Akhdhar General Trading de son compte de la filiale de Dubaï de la banque américaine Citibank. La société Al-Nitaq Al-Akhdhar General Trading apparaît dans les registres de fournisseurs d’équipements militaires civils reconnus par le département de la défense américain (DoD) et dispose d’une adresse à Bagdad et à Dubaï. À Dubaï, Al-Nitaq Al-Akhdhar General Trading est enregistrée dans la zone franche Jebel Ali, offrant les avantages d'un paradis fiscal. Le contrat de 350 000 dollars entre Al-Nitaq Al-Akhdhar General Trading et MGN Jet est signé le 24 décembre 2019 par M. Ross Allen et contresigné par un employé de MGN Jet incarcéré en Turquie. Le second versement de 175 000 dollars n’aurait pas été réglé à MGN Jet. Les sociétés TOA et MNG Jet démentent toute implication. MNG Jet met en cause un de ses salariés qui aurait falsifié des documents de voyage et porte plainte pour « utilisation illégale de ses services d’aviation privée ».
Le 28 décembre 2019, le Bombardier Global Express TC-TSR décolle d’Antananarivo pour rejoindre Dubaï. Il repart le même jour de Dubaï vers Osaka. À bord de l’avion, de Osaka à Dubaï, se trouvent Michael Taylor, ancien membre des forces spéciales américaines et le libanais George-Antoine Zayek, tous les deux filmés à l'aéroport de Istanbul. L'avion arrive à Istanbul en Turquie le 29 décembre 2019. Un avion Bombardier Challenger 300 immatriculé TC-RZA transporte ensuite Carlos Ghosn de Istanbul à Beyrouth au Liban.

### Les suites judiciaires
Le 13 février 2021, la Cour suprême des États-Unis autorise l'extradition vers le Japon de Michael Taylor et son fils Peter Taylor.

## Le volet libanais

### La procédure libanaise
Le Japon et le Liban sont tous deux membres d'Interpol. Il n'existe en revanche aucun accord d'extradition entre le Japon et le Liban, qui ne livre pas ses ressortissants. Le Japon réclame son extradition par le Liban, qui réclame pour sa part le transfert de son dossier juridique en vue d'un procès au Liban. En effet, des poursuites et un procès peuvent cependant être menés sur le sol libanais, si le dossier est transmis à la justice libanaise. Le 2 janvier 2020, une notice rouge venant d'Interpol visant Carlos Ghosn est reçue par le Liban. Le parquet général libanais lui interdit le 9 janvier 2020 de quitter le territoire libanais.

### Phoinos et GFI
Phoinos Investment et GFI font partie d’un ensemble de quarante sociétés écrans de la nébuleuse Nissan.
La société Phoinos est détenue par la société Nissan Zi-A Capital, filiale de Nissan immatriculée aux Pays-Bas. Elle est enregistrée à l’adresse du cabinet de l’avocat de Fadi Gebran, proche de Carlos Ghosn et décédé. Phainos a acheté pour 9,5 millions de dollars puis rénové pour sept millions de dollars la résidence à Beyrouth de Carlos Ghosn.
“Good Faith Investments” (GFI) est une autre société libanaise sous investigation. Selon les registres du commerce libanais, un directeur général de la concession de Renault à Oman et deux actionnaires minoritaires seraient à la tête de GFI. C’est par la société Good Faith Investment qu’auraient transité des fonds en provenance d’Oman. Une somme de quinze millions de dollars aurait été viré par une filiale de Nissan au Moyen-Orient à la société Suhail Bahwan Automobiles, distributeur Nissan à Oman. Cette entreprise aurait ensuite transféré des fonds au Liban via GFI.
Ces fonds occultes aurait été investis dans deux affaires familiales des Ghosn : celle du fils, Anthony Ghosn la start-up Shogun basée en Californie et celle de l’épouse, Carole Ghosn Beauty Yacht PTY. Beauty Yacht PTY est basée aux Îles Vierges britanniques et acquiert un yacht de douze millions de dollars, probablement utilisé par la famille Ghosn. C’est à propos de Beauty Yacht PTY que Carole Ghosn est entendue à Tokyo le 11 avril 2019.

### Maison de Beyrouth
Nissan estime que Carlos Ghosn occupe indûment une maison louée par Nissan à Achrafieh à Beyrouth. Cette maison est enregistrée au nom de Nissan auprès du cadastre libanais. Carlos Ghosn s'y est installé fin décembre 2019, après sa fuite du Japon. Nissan a déposé plainte en novembre 2018, devant la justice libanaise. Le 30 mars 2020, une audience devait se tenir à Beyrouth pour traiter cette plainte.
En octobre 2023, un juge ordonne l'expulsion de Carlos Ghosn et de son épouse. Ils ont un mois pour déménager. Le 27 octobre, Carlos Ghosn fait appel de cette décision de justice.

## Volet aux Pays-Bas

### Renault-Nissan BV
Renault-Nissan BV (RNBV) est la société holding coiffant l'alliance de Renault et de Nissan, immatriculé à Amsterdam aux Pays-Bas. Il s'agit d'une société holding n’ayant pas d'activité propre et pas de salarié. Jean-Dominique Senard, nouveau président de Renault, a mis cette entité en sommeil au profit d’un conseil de l’Alliance Renault-Nissan-Mitsubishi. Carlos Ghosn est soupçonné au Japon, aux États-Unis ou en France, d'avoir détourné à son profit plus de 40 millions d’euros de l’Alliance Renault-Nissan (RNBV) par un réseau de sociétés-écrans et de montages financiers au Liban, au Brésil, aux Pays-Bas ou dans les îles Vierges britanniques.
Un audit du cabinet Mazars, aidé par le cabinet néerlandais Vandorne, révèle dans un rapport de 300 pages 11 millions d’euros de dépenses non justifiées chez RNBV entre 2009 et 2018. L’audit de Mazars révèle 11 millions d’euros de dépenses personnelles au profit de l’ex-PDG, en particulier des dons à des organismes à but non lucratif, voyages personnels avec les avions de la société, montre Cartier et bijoux, invitations personnelles au Festival de Cannes. Le CA de Renault en a été informé le 4 juin 2019 et un exemplaire du rapport a été transmis au parquet de Nanterre et au parquet national financier (PNF). Le rapport Mazars souligne le faible contrôle financier de Renault et Nissan sur leur filiale commune dont le budget est passé de 30 millions d’euros en 2009 à 98,2 millions en 2018.

#### Voyages en avion
5,14 millions d'euros concernent 38 déplacements personnels en jet privé de Carlos Ghosn et ses proches, pour 276 heures de vol (13 600 euros l'heure de vol), réglés par la société RNBV entre 2015 et novembre 2018. Des vols effectués dans l'avion de Renault-Nissan BV, un Gulfstream G650 immatriculé N155AN acquis en 2015 pour 67 millions de dollars ou dans un appareil loué à VistaJet (en), société européenne de location d'appareils de luxe. Le couple Ghosn a plusieurs fois atterri non loin de ports où mouillait le yacht Shachou. Par exemple, à Naples en juin 2017, aux Baléares à l'été 2018, près du mouillage du yacht Shachou. Les nombreux vols pour Beyrouth contrastent avec la faible activité de RNBV dans cette zone, avec parking du jet à Larnaca (Chypre). Il en est de même pour les destinations exotiques, comme Puerto Plata (République dominicaine), Porto Seguro, au Brésil, Maldonado (Uruguay), Palerme (Sicile), Bodrum (Turquie), Tivat (Monténégro), Zagora (Maroc), Whistler (Canada) et Knoxville (Tennessee), où les Ghosn se réunissent dans l'hôtel de luxe Blackberry Farm. La famille Ghosn a également utilisé le jet pour passer à Rio de Janeiro le Noël 2016. L'avion de RNBV a également transporté la famille Ghosn pour le mariage de Caroline Ghosn, fille de C. Ghosn, en juillet 2018 dans l'île de Naoshima au Japon et la remise de diplôme d'Anthony Ghosn à l'Université Stanford de Palo Alto (Californie),.

#### Honoraires
Renault-Nissan BV a également distribué 20 millions d’euros par an d'honoraires, en particulier à Rachida Dati et Alain Bauer. Maitre Jean-Paul Baduel, avocat d’une actionnaire de Renault depuis 2006, a déposé une plainte en avril 2019 pour corruption et abus de biens sociaux.
Député européenne et avocate depuis février 2010, Rachida Dati a été rémunéré 900 000 euros d’honoraires entre 2010 et 2012 sur trois ans pour conseiller l’Alliance Renault-Nissan sur son développement au Maghreb et au Proche-Orient. Le rapport du cabinet Mazars s’interroge sur les factures non détaillées émises par l’avocate et l’absence de rapport annuel sur ses activités. Ses bureaux ont été perquisitionnés fin 2019 par les trois juges d’instruction du PNF. Mme Dati a porté plainte pour dénonciation calomnieuse en juin 2019.
Le criminologue Alain Bauer est mandaté en 2011 pour auditer la direction de la sécurité de Renault après l'affaire des espions. À ce mandat initial de 150 000 euros, suivront d'autres missions en Russie ou au Maroc. Un million d'euros d’honoraires ont été perçus par sa société entre 2012 et 2016. Alain Bauer dit être intervenu auprès de Renault à la demande de l’État après l’affaire dite des «faux espions» de Renault. Il aurait aidé à restructurer la direction de la sécurité et de la conformité de Renault.

#### Les15 ansde Renault-Nissan à Versailles
Le 9 mars 2014, un diner-événement est organisé par Nissan BV pour 636 000 euros dans la galerie des Batailles du Château de Versailles pour fêter les 15 ans de l’alliance entre Renault et Nissan, la veille des 60 ans de M. Ghosn. Une vidéo de l'évènement a été mise en ligne en 2019. Sur les 154 invités, 94 étaient des membres de la famille ou des amis personnels de Carlos Ghosn : hommes d'affaires libanais, gouverneurs d'État brésiliens et des sénateurs américains ; 24 avaient un lien professionnel direct avec Renault ; 3 étaient des dirigeants de Renault-Nissan, dont Cherie Blair (membre du Conseil d'administration de Renault) accompagné de son mari Tony Blair et deux autres dirigeants de l'Alliance RNM,.

#### Invitations au Carnaval de Rio
Renault-Nissan BV a également réglé l’invitation par M. Ghosn de huit couples d’amis au carnaval de Rio 2018 pour 210 000 euros. Du 9 au 10 février 2018, les époux Ghosn ont invité 8 couples d'amis au carnaval de Rio au Brésil pour 210 000 euros de frais de séjour, payés par Nissan Brésil et refacturés à RNBV. Parmi eux, Mario Saradar, le président d'une banque libanaise, dont Carlos Ghosn détient près de 5%; Misbah Ahdab, député libanais ; Khalil Daoud, président de la LibanPostPoste libanaise, Harry B. Macklowe, promoteur immobilier, un dirigeant de hedge fund ami d'école de M. Ghosn, un professeur écrivain de New-York, une aristocrate italienne. Un contrat spécifique a été passé pour les accès VIP au carnaval, au prix de 47 000 euros annuels supplémentaires,.

#### Invitations au Festival de Cannes
Entre 2015 et 2018, RNBV a payé 1,716 million d'euros des séjours au Festival de Cannes avec son épouse Carole et des amis, comportant un séjour à l'Hôtel du Cap-Eden-Roc.

#### Donations
RNBV a également payé 2 millions d'euros de donations au nom de Carlos Ghosn à des établissements scolaires ou universitaires libanais. Il s'agit en particulier de l’université américaine de Beyrouth (AUB), de l’université Saint-Joseph et du collège Notre-Dame-de-Jamhour, que M. Ghosn a fréquenté.

#### Montre
Une montre Cartier aurait été achetée pour 24 000 euros en 2010 avec une carte professionnelle de Carlos Ghosn.

#### Avocat mystère
L’avocat libanais Carlos Abou-Jaoude assure la défense de Carlos Ghosn en 2020. Il coordonne l'équipe d'avocats qui gère le divorce avec sa première femme. De 2013 et 2017, le cabinet de Carlos Abou Jaoude est payé 900 100 euros par RNBV (156 600 euros en 2013, 174 300 euros en 2014, 192 900 euros en 2015, 192 800 euros en 2016, 183 800 euros en 2017). Cependant, les auditeurs du cabinet Mazars ne trouvent trace de son travail pour RNBV.

### Nissan Zi-A Capital BV
Nissan Zi-A Capital BV est une filiale de Nissan basée à Amsterdam aux Pays-Bas. Les membres du conseil d'administration comportent Carlos Ghosn et Greg Kelly. Le capital de 53 millions de dollars était conçu pour effectuer des investissements dans des entreprises de capital-risque. Cette filiale a acheté des propriétés de luxe à Rio de Janeiro et à Beyrouth par l’intermédiaire d’une sous-filiale établie dans les îles Vierges britanniques et les a mises à la disposition exclusive de M. Ghosn. À partir de 2013, un audit comptable et financier de Nissan a exprimé des doutes sur la destination de ces résidences de luxe au Liban et au Brésil et leur mise à la disposition de M. Ghosn.

### Rémunération de NMBV
NMBV a été créée en juin 2017 à Amsterdam et regroupe Nissan et Mitsubishi. Carlos Ghosn en fut administrateur, aux côtés des dirigeants de Nissan et de Mitsubishi, et également directeur général (CEO). Carlos Ghosn aurait reçu de NMBV une rémunération de plus de 7 millions d’euros en 2018, sans approbation des directeurs généraux de Nissan (Hiroto Saikawa) et Mitsubishi Motors (Osamu Masuko). Ces trois directeurs ne devaient pas recevoir de bonus de cette nouvelle entité. En février 2018, Carlos Ghosn serait devenu, seul des trois, salarié de NMBV. Cela lui a permis de recevoir un bonus d’embauche de 1,46 million d’euros et un salaire annuel de 5,82 millions d’euros.
Le 18 janvier 2019, les groupes automobiles japonais Nissan et Mitsubishi (NMBV) ont annoncé vouloir le remboursement de cette somme. En février 2020, un procès à Amsterdam a révélé les conditions dans lesquelles ces 7,8 millions ont été versés à Carlos Ghosn par NMBV.

### Patrick Pelata
Patrick Pélata, ancien directeur général de Renault, a quitté cette société à la suite de l'affaire des faux espions en 2012. En août 2015, il a signé un contrat avec Carlos Ghosn et RNBV sur 110 jours de conseils par an pour 550 000 euros, soit 5 000 euros la journée. Il a ainsi acquis la somme de 922 000 euros en trois ans et demi. Patrick Pélata est en 2020 président de la société américaine Meta Consulting et administrateur de Orano (ex-Areva), Safran et Vulog.

### Procédures aux Pays-Bas
Carlos Ghosn s'estime victime d'un renvoi illégal et réclame 15 millions d'euros d'indemnités à Nissan et Mitsubishi Motors aux Pays-Bas, les accusant d'avoir enfreint le code du travail de ce pays.

## Le volet français
En France, Carlos Ghosn fait l'objet de deux enquêtes pénales et d’un contrôle fiscal pour sa domiciliation fiscale aux Pays-Bas, qui nécessite 180 jours de résidence dans ce pays,. Une information judiciaire a été ouverte le 19 février 2020 contre X pour abus de biens sociaux, abus de bien sociaux aggravés, abus de confiance aggravés, recel de ces infractions, faux et usage de faux, blanchiment aggravé d’abus de biens sociaux et d’abus de confiance aggravés.

### Enquête fiscale
Carlos Ghosn est résident fiscal néerlandais depuis juillet 2012. Pour cela, il doit y résider 180 jours par an. L'administration fiscale française a lancé à l'été 2019 un contrôle fiscal sur ce point. À titre conservatoire, il a saisi en juillet 2019 13 millions d’euros de biens en France, comportant un appartement dans le 16e arrondissement de Paris, une maison à L'Étang-la-Ville (Yvelines) et un compte bancaire contenant ses actions chez Renault.

### La procédure judiciaire française
Le Parquet national financier (PNF) a ouvert une information judiciaire pour « corruption, abus de biens sociaux et trafic d'influence ». Trois juges d'instruction spécialisés ont été désignés et enquêtent sur de dépenses de onze millions d'euros de la holding hollandaise Renault-Nissan BV gérant l'alliance Renault-Nissan-Mitsubishi (voir « Renault-Nissan BV » dans « volet aux Pays-Bas »).
Des magistrats du parquet de Nanterre (Hauts-de-Seine) se sont déjà déplacés deux fois à Beyrouth au Liban où réside Carlos Ghosn. En février 2020, ils y ont auditionné deux témoins. En juin 2021, ils ont procédé à l'audition de Carlos Ghosn pendant cinq jours.
Le parquet de Nanterre (Hauts-de-Seine) a émis le 22 avril 2022 un mandat d'arrêt international à l'encontre de Carlos Ghosn dans le cadre d'une enquête pour abus de biens sociaux et blanchiment. La justice française s'intéresse un transfert d'argent de 15 millions d'euros entre l'alliance Renault-Nissan-Mitsubishi et un distributeur du constructeur automobile français à Oman "Suhail Bahwan Automobiles" (ou SBA), sous le prétexte de "primes de performance". 4 autres mandats d'arrêt internationaux intéressent les propriétaires actuels ou d'ex-dirigeants de la société SBA. Ils concernent Suhail Bahwan, propriétaire de SBA à Oman, de deux de ses fils et de l'ancien directeur général de SBA. Suhail Bahwan est une des grandes fortunes du Moyen-Orient (Forbes: 2,6 milliards d'euros en 2022). Sa fille Hind Bahwan est présidente de l'Association d'amitié franco-omanaise et chevalier de la Légion d'honneur, décoré par l'ambassadeur de France à Oman.
Selon un audit interne de Renault de 2019, Carlos Ghosn pourrait avoir perçu des versements de SBA par l'intermédiaire de la société-écran "Good Faiths Investments". Une partie de cet argent aurait servi à l'achat d'un yacht de 37 mètres, appartenant à la société "Beauty Yacht PTY" détenue par son épouse Carole Ghosn.
La justice française enquête également sur deux autres affaires: d'une part, deux soirées personnelles (mariage et anniversaire) organisées à Versailles par Carlos Ghosn, grâce à une convention de mécénat entre Renault et le château de Versailles; d'autre part des prestations de conseil conclues en 2019 par la société de droit néerlandais Renault-Nissan BV (RNBV) avec Rachida Dati et Alain Bauer. Ces derniers nient l'irrégularité de ces contrats. Ils ont été placés sous le statut de témoin assisté.
Le 15 novembre 2024, le Parquet national financier requiert un procès contre Carlos Ghosn et Rachida Dati, pour « abus de pouvoirs par dirigeant de société », « abus de confiance », « corruption et trafic d'influence actifs », « corruption passive » et « trafic d'influence passif »,. La Cour d'appel de Paris rejette en mars 2025 les recours déposés par Carlos Ghosn pour annuler le mandat d'arrêt international qui le vise, et en juin 2025 la demande d’annulation du réquisitoire du Parquet national financier réclamant le procès de Rachida Dati et Carlos Ghosn. En juillet 2025, Rachida Dati et Carlos Ghosn sont renvoyés devant le Tribunal Correctionnel.

### Les relations avec le gouvernement français et Renault
Le 20 novembre 2018, au lendemain de son arrestation, le gouvernement français acte son impossibilité de fait à gouverner la société Renault, et demande une gouvernance intérimaire, sans pour autant demander à ce stade son exclusion du Conseil d'administration. Thierry Bolloré assure l'intérim chez Renault,.
Le 15 janvier 2019, le ministre de l'Économie Bruno Le Maire demande la convocation d'un conseil d'administration de Renault pour désigner un successeur.
Dans une lettre datée du 23 janvier 2019, M. Ghosn met fin à ses mandats de Directeur général et de Président du conseil d'administration (PDG) de Renault. Dans cette même lettre, Monsieur Ghosn a mis un terme avec effet immédiat à l'ensemble des mandats qu'il exerçait au sein des sociétés du groupe Renault, à l'exception de ses mandats d'administrateur. Il demande cependant que l'intégralité de ses droits reconnus dans les documents sociaux de Renault et par la Loi soient préservés et fait valoir ses droits à l'attribution d'actions de performance, à la rémunération variable différée, ainsi que ses droits à la retraite. Il affirme également son engagement de non-concurrence au profit de Renault
En janvier 2020, M. Ghosn a affirmé ne pas avoir démissionné de Renault, mais seulement de ses mandats. De plus, selon lui, sa « lettre n'a pas été distribuée aux membres du conseil d'administration mais a été lue.
Le 12 février 2019, le conseil d'administration de Renault a décidé « à l'unanimité » de « renoncer au bénéfice de l'engagement de non-concurrence […] et, en conséquence, de ne pas lui verser l'indemnité correspondante égale à deux ans de rémunération fixe et variable ». Ghosn ne touchera aucune indemnité de départ alors que certaines sources avaient évoqué un chiffre de 30 millions d'euros. L'ex-PDG n'aura pas non plus droit à l'acquisition de ses actions, le conseil d'administration constatant qu'il n'est plus au sein de l'entreprise, condition indispensable pour toucher ces actions. Le 3 avril 2019, Renault indique que M. Ghosn quitte son conseil d'administration.

### Suspicions de dépenses indues
Dans un audit confidentiel du cabinet Mazars, la direction de Renault évalue à 11 millions d’euros les dépenses suspectes imputables à Carlos Ghosn, en particulier des surcoûts de déplacement en avion et des donations à des écoles ou universités à l’étranger. Ces dépenses font l'objet d'une procédure pénale du parquet de Nanterre sur signalement de Renault.

### La retraite-chapeau de Renault

#### Droits à la retraite
Au titre de ses droits à la retraite, Carlos Ghosn réclame à Renault une retraite-chapeau associant une indemnité provisionnelle de départ à la retraite de 250 000 euros, 774 774 euros de pension annuelle et 15 millions d'euros en actions Renault. Ces 380 000 actions gratuites de performance lui ont été attribuées entre 2015 et 2018.
Âgé de 65 ans en 2019, Carlos Ghosn a fait valoir ses droits à la retraite en mai 2019 auprès de l’Urssaf. En octobre 2019, l’Urssaf a validé la retraite de M. Ghosn et lui a octroyé une rétroactivité au 1er juin 2019. Carlos Ghosn a pris contact avec Clotilde Delbos (en), directrice financière et faisant fonction de directrice générale de Renault après le départ de Thierry Bolloré, pour lui demander la transmission de sa retraite-chapeau à l'assureur Generali, qui gère ces dossiers pour Renault depuis 20 ans. Renault a refusé cette transmission.

#### Actions gratuites de performance
À la suite de la démission de ses mandats sociaux le 23 janvier 2019, le conseil d'administration (CA) de Renault a supprimé la retraite-chapeau prévue pour M. Ghosn. Le CA a également estimé que M. Ghosn avait perdu ses droits aux 380 000 actions gratuites « de performance » qui lui avaient été attribuées entre 2015 et 2018, figurant page 300 du rapport annuel de Renault de 2018, pour une valeur estimée à environ 15 à 22 millions d'euros selon le cours du titre Renault,.

#### Indemnité de fin de carrière
Carlos Ghosn a demandé par un référé au Conseil des prud'hommes des Hauts-de-Seine, le paiement d’une indemnité de fin de carrière de 250 000 euros pour la période 1999-2005 durant laquelle il était directeur général de Renault. Une première audience en référé du Conseil des prud'hommes de Boulogne-Billancourt (Hauts-de-Seine) a eu lieu le 21 février 2020, et a renvoyé le jugement au 17 avril 2020, à la demande des avocats de Carlos Ghosn.
Pour Renault, Carlos Ghosn n’aurait pas droit à une indemnité de fin de carrière car il n’était plus salarié de l’entreprise depuis des années. M. Ghosn était statut mandataire et non salarié depuis sa nomination comme PDG en 2005. Selon Renault, il n'est pas possible de cumuler un statut de mandataire social avec un contrat de travail.
Carlos Ghosn devrait porter également l'affaire devant le tribunal de commerce.

### Deux soirées à Versailles
Le 9 mars 2014, est organisé dans la galerie des batailles du château de Versailles un événement pour fêter les 15 ans de l’alliance entre Renault et Nissan le jour des 60 ans de M. Ghosn. Sur les 103 invités, seuls 13 avaient un lien d’affaires direct avec Renault-Nissan BV, société invitante pour 600 000 euros. Le 9 mai 2019, un film datant de 2014 montrant cette fastueuse soirée organisée par Carlos Ghosn pour ses 60 ans au château de Versailles fait polémique,. Diffusée en plein cœur d'un contexte judiciaire tendu pour lui, la vidéo affiche le fastueux train de vie de l'ancien dirigeant de Renault. La soirée, qui a coûté 634 000 euros, a été entièrement payée par la filiale néerlandaise Renault-Nissan BV.
Le 8 octobre 2016, Carlos Ghosn fête les 50 ans de son épouse Carole Ghosn au Grand Trianon du château de Versailles. La facture de 225 000 euros est réglée par le compte HSBC de Carlos Ghosn. Pour la salle, la facture comporte la mention « salle offerte par Versailles », mais Renault estime aujourd'hui que les frais de location ont été indûment affectés au mécénat de Renault pour la réfection du «Salon de la paix» pour un million d'euros. Ces soupçons de sous-facturation sont examinés par le parquet de Nanterre, qui s’est autosaisi de cette affaire. Cette sous-facturation supposée pourrait être liée à une convention de mécénat, signée entre Renault et l’Établissement public du château de Versailles. Le don de 2,3 millions d’euros donne la possibilité de jouir des locaux, mais uniquement pour un usage professionnel. Dans ce cadre, une perquisition du siège de Renault à Boulogne-Billancourt a été menée par les policiers de l'Office central de lutte contre la corruption et les infractions financières et fiscales (OCLCIFF) dans le cadre d'une réquisition du parquet de Nanterre.
La convention de mécénat de 2,3 millions d’euros entre Renault et le Château de Versailles autorisait Renault à recevoir une contrepartie d'une valeur de 25 % de son mécénat. Dans ce volet, une information judiciaire a été ouverte le 19 février 2020 par le parquet de Nanterre pour « abus de biens sociaux, abus de confiance aggravés, faux et usage de faux, blanchiment aggravé d’abus de biens sociaux (…) ».

### Les missionnés français de Renault-Nissan BV
Renault-Nissan BV (RNBV), holding néerlandaise chapeautant l'alliance Renault-Nissan, a distribué des honoraires pour 20 millions d’euros par an. Rachida Dati aurait encaissé 900 000 euros entre 2010 et 2012. Alors député européenne et avocate, elle aurait été rémunérée par Renault-Nissan BV, pour des interventions au Maghreb ou au Proche-Orient. Maitre Jean-Paul Baduel, avocat d’une actionnaire de Renault depuis 2006, a déposé une plainte en avril 2019 pour corruption et abus de biens sociaux. Les bureaux de Mme Dati ont été perquisitionnés fin 2019 par les trois juges d’instruction saisis. Mme Dati a porté plainte pour dénonciation calomnieuse en juin 2019. Le criminologue Alain Bauer est mandaté en 2011 pour auditer la direction de la sécurité de Renault après l'affaire des espions. À ce mandat initial de 150 000 euros, suivront d'autres missions en Russie ou au Maroc.
Pour ce volet RNBV, une information judiciaire est ouverte en 2019 à Paris pour « abus de biens sociaux » et de « corruption passive ».

## Le volet omanais
Premier entrepreneur privé du sultanat d'Oman, Suhail Bahwan (en) est à la tête d'un conglomérat rassemblant autant des activités de construction que liées à la santé ou à l'agriculture et d'une fortune de plusieurs milliards de dollars. Sa société Suhail Bahwan automobiles a été le distributeur commercial exclusif des marques de l'alliance Renault-Nissan à Oman entre 2011 et 2016. Suhail Bahwan aurait prêté 30 millions de dollars à Carlos Ghosn.
Renault a versé au sultanat d'Oman pour plusieurs millions d'euros désignés comme des primes de performance. Nissan a également effectué des paiements suspects à SBA pour 35 millions de dollars. Cette somme a été versés à Suhail Bahwan par Nissan à partir de la "réserve du Président" (CEO reserve), une caisse réservée aux paiements d'urgence laissée à la discrétion de Carlos Ghosn.
L’office central de lutte contre la corruption et les infractions financières et fiscales (OCLCIFF) français enquête sur ces flux financiers suspects entre Renault et Suhail Bahwan Automobiles (SBA) à Oman.

## Le volet saoudien
La caisse du CEO a également été utilisée pour payer le milliardaire Saoudien Khaled Juffali (en) (ou Khaled Al-Juffali), distributeur des voitures Nissan en Arabie Saoudite. Khaled Al-Juffali a perçu 14,7 millions de dollars en quatre fois entre 2009 et 2012. Il a refinancé Carlos Ghosn après une mauvaise affaire financière personnelle lors de la crise financière de 2008.

## Le volet américain

### La procédure de la SEC américaine
Comme dans la procédure japonaise, Carlos Ghosn est accusé par la SEC, le régulateur américain des marchés financiers, d'avoir dissimulé aux investisseurs une promesse de versement de 140 millions de dollars par Nissan pour son futur départ à la retraite (cas voisin d'une retraite-chapeau). Il n'a pas touché cette somme, qui ne devait lui être versée qu’une fois acté son départ en retraite de Nissan.
Carlos Ghosn a cherché à compenser une perte de revenu à partir de 2009 chez Nissan, à la mise en place de nouvelles règles de transparence des rémunérations des dirigeants d’entreprises cotées au Japon. L’équivalent de 90 millions de dollars US de rémunérations non versées, ainsi que 50 millions au titre d’une allocation retraite, soient 140 millions de dollars, auraient ainsi été accumulés et auraient dû être versés à son départ à la retraite (retraite-chapeau). Le 8 janvier, lors d’une audition devant la Cour de Tokyo, Carlos Ghosn a affirmé que les documents signés incriminés concernant sa rémunération étaient personnels et constituaient selon lui une sorte de registre à faire valoir auprès de Nissan au moment où il s’agirait de négocier les conditions financières de son départ,.
En septembre 2019, à l'issue d'une transaction avec la SEC, Carlos Ghosn et Nissan ont été contraints de verser respectivement un million et quinze millions de dollars US en échange de l'abandon de poursuites. Carlos Ghosn a l'interdiction d'exercer un mandat de dirigeant aux États-Unis pendant dix ans.

### Shogun Investments
En mars 2015, les Ghosn ont créé dans le paradis fiscal du Delaware un fonds d'investissement appelé Shogun Investments, destiné à investir dans les start-ups de la Silicon Valley. Carlos Ghosn serait majoritaire et son fils Anthony Ghosn n’en détiendrait qu’une participation.
Anthony Ghosn, diplômé de l’Université Stanford, travaillait avec Joe Lonsdale, spécialiste du capital-risque de la Silicon Valley. Shogun Investments aurait bénéficié de fonds suspects de la part de la société Good Faith Investments de droit libanais.

### Sécurité privée
Le 20 mai 2020, un ancien membre des forces spéciales américaines reconverti dans la sécurité privée Michael L. Taylor, et son fils Peter, sont arrêtés, car soupçonnés d'avoir participé à la fuite de Carlos Ghosn. Ils sont placés en détention, et doivent comparaître (par vidéo-conférence à cause de la pandémie de covid-19) devant un juge du Michigan, en attendant une demande d'extradition de la part de la justice japonaise. L'arrestation a eu lieu après avoir appris que Peter avait réservé une place à bord d'un vol Boston-Beyrouth. Ils comparaissent par visioconférence devant un jugé fédéral américain le 21 mai, et leur avocat, Paul Kelly, a fait savoir dans un communiqué qu'il envisageait de contester toute demande d'extradition. Plus tard dans la journée, le secrétaire général du gouvernement japonais, Yoshihide Suga, déclare à la presse que les préparatifs pour une demande d'extradition sont effectivement en cours. Le 3 juillet 2020, le Japon demande formellement leur extradition. Le 28 janvier 2021, la juge Indira Talwani du district de Boston autorise l'extradition.

## Le volet turc
En janvier 2020, les autorités turques ont interpellé 7 personnes dont 4 pilotes, soupçonnées d'avoir participé au transfert de Carlos Ghosn de l'aéroport Atatürk d'Istanbul, fermé aux vols commerciaux mais utilisé par des avions privés, vers le Liban.
Le 19 janvier 2020, le gouvernement turc a rendu publiques des vidéos de surveillance du 30 décembre 2019, filmés par l'immigration turque à l'aéroport d'Istanbul identifiant les 2 personnes ayant exfiltré Carlos Ghosn : Michael Taylor, ancien membre des forces spéciales américaines, et le libanais George-Antoine Zayek.
En mai 2020, un parquet turc déclare qu'il prépare des actes d'inculpation contre sept personnes, dont quatre pilotes d'avion, pour la fuite de Carlos Ghosn du Japon vers le Liban via Istanbul.

## Volet aux Iles vierges britanniques
Nissan a initié une procédure civile contre Carlos Ghosn aux Îles vierges britanniques en août 2019. Selon Nissan, des «paiements et transactions non autorisés ont été traités» par des entités basées dans ce territoire. Une partie des sommes détournées selon Nissan aurait financé la société «Beauty Yachts» enregistrée aux Îles vierges britanniques et dirigée par l'épouse de Carlos Ghosn. La société «Beauty Yachts» a acquis pour 12 millions d'euros le yacht «Shachou».